# Rejestr głowowy
Rejestr głowowy – pojęcie z techniki wokalnej służące do określenia odczuwalnego przez śpiewaka w głowie rezonansu. Odwołując się, między innymi, do książki Davida Clippingera z początku XX wieku stwierdza się, że wszystkie głosy posiadają rejestr głowowy, zarówno bas, jak i sopran. Wspomina się o nim także w metodzie śpiewu Speech Level Singing.